# Marmaduke Langdale (1er baron Langdale)
Marmaduke Langdale, 1er baron Langdale (c. 1598 - 5 août 1661) est un propriétaire terrien et un soldat du Yorkshire qui combat avec les royalistes pendant les guerres des Trois Royaumes.
Enfant unique qui hérite de grands domaines, il sert dans la campagne du Palatinat de 1620 à 1622 avant de rentrer chez lui ; pendant la période de règne personnel de Charles Ier de 1629 à 1640, il s'oppose à la fois à l'emprunt forcé et à l'argent du navire. Néanmoins, lorsque la guerre civile éclate en 1642, il rejoint l'armée royaliste du Nord, bien qu'avec peu d'enthousiasme.
Il se révèle un talentueux commandant de cavalerie ; après la défaite à Marston Moor en 1644, il regroupe les survivants dans le Northern Horse, qui acquièrent rapidement une réputation de mauvaise discipline. Après la défaite royaliste lors de la seconde guerre civile anglaise en 1648, il s'exile et sert brièvement dans l'armée vénitienne avant d'être contraint à la retraite pour cause de maladie. En 1653, il se convertit au catholicisme et réside plus tard à l'abbaye de Lamspringe, en Westphalie.
Créé baron Langdale en 1658 par Charles II, après la restauration en 1660, il rentre chez lui et est nommé lord-lieutenant du West Riding of Yorkshire. Sa santé et ses finances ont été détruites par la guerre et il meurt à son domicile de Holme Hall en août 1661.

## Famille
Marmaduke Langdale est né en 1598, fils unique de Peter Langdale (d.1617) et de sa femme Anne Wharton (1576-1646), qui en 1606 achète Pighill Hall, Molescroft, près de Beverley dans le Yorkshire. Le nom « Langdale » proviendrait du manoir de Langdale dans le Yorkshire.
En 1626, Langdale épouse Lenox Rodes (décédée en 1639), fille de John Rodes (1562-1639) de Barlborough Hall, Derbyshire ; avant sa mort en couches en 1639, ils ont sept enfants. Quatre d'entre eux survivent jusqu'à l'âge adulte; les fils Marmaduke (1627-1703) et Philip (mort en 1672), et les filles Lenox (morte en 1658) et Mary (morte en 1678).

## Carrière
Langdale fréquente le St John's College de Cambridge en 1612 et hérite des domaines de son père en 1617. Sa belle-sœur Katherine est la première épouse de John Hotham (1589-1645) ; en 1620, les deux se rendent en Europe et se battent brièvement pour Élisabeth de Bohême, sœur de Charles Ier. John est nommé gouverneur parlementaire de Hull, Yorkshire en 1642 et exécuté pour trahison en 1645 avec son fils John, que Clarendon décrit comme un ami proche .
Au cours des années 1620 et 1630, Langdale devient une figure politique locale de plus en plus importante et est fait chevalier en 1628 ; cependant, pendant la période de règne personnel de Charles de 1629 à 1640, il s'oppose à l'emprunt forcé et au paiement de l'argent du navire . En 1638, le comte de Strafford, le ministre en chef de Charles et président du Conseil du Nord identifie Langdale comme une personne de « mauvaises affections au provincial, sinon au pouvoir royal ». Il est puni en étant nommé shérif du Yorkshire en 1639, le rendant personnellement responsable de tout manque à gagner dans la perception des impôts. Il finit par s'exécuter mais est démis de ses fonctions en juillet 1640 après avoir organisé une pétition signée par des membres éminents de la noblesse du Yorkshire énumérant leurs « griefs » .

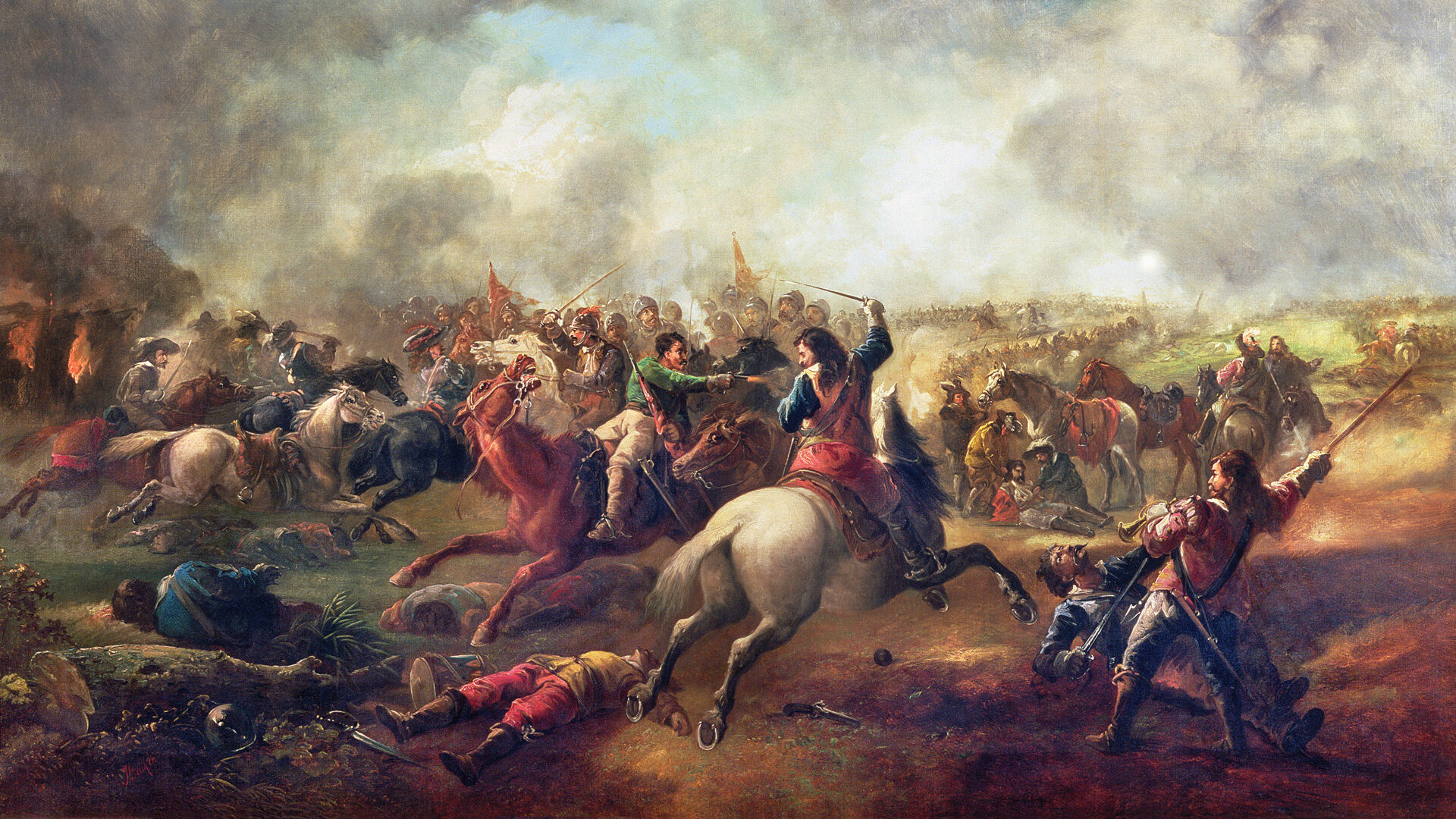
Bataille de Marston Moor, juillet 1644 ; Langdale forme le Northern Horse des survivants de cette défaite

Langdale fournit un bon exemple des motifs complexes qui poussent les individus à choisir un camp particulier pendant la guerre des Trois Royaumes. Malgré son opposition antérieure et sa mauvaise santé, lorsque la guerre éclate en août 1642, il rejoint les royalistes et combat sous le marquis de Newcastle, commandant royaliste dans le nord de l'Angleterre. Pendant le siège de Newcastle en février 1644, il disperse la cavalerie covenantaire à Corbridge, avant que la perte de Selby n'oblige la principale armée royaliste à se replier sur York. À la bataille de Marston Moor en juillet 1644, il commande une partie de l'aile gauche royaliste et, après leur défaite, forme la cavalerie survivante dans le « Northern Horse ». 
En mars 1645, Langdale disperse une force parlementaire sous les ordres de John Lambert à l'extérieur de Wentbridge et relève le château de Pontefract, l'une des dernières positions royalistes dans le nord. Cependant, sans soutien d'infanterie, il est forcé de battre en retraite; le Northern Horse rejoint la principale armée de campagne royaliste et forme l'aile gauche à la bataille de Naseby en juin. Bien qu'ils aient initialement tenu bon contre les soldats plus nombreux et mieux disciplinés d'Oliver Cromwell, ils sont ensuite débordés et chassés du terrain.
Les survivants de Naseby, dontle Northern Horse, se retirent au château de Raglan dans le sud du Pays de Galles, mais le 10 juillet, la dernière armée de campagne royaliste importante en Angleterre est détruite à la bataille de Langport. Langdale et d'autres royalistes du Yorkshire veulent aller au nord pour rejoindre Montrose, qui remporte une série de victoires en Écosse de 1644 à 1645. Charles accepte mais insiste d'abord pour soulager Chester, un port vital pour la communication avec ses partisans irlandais ; le 24 septembre, les royalistes sont vaincus à la bataille de Rowton Heath .
Peu de temps après, la nouvelle de la défaite de Montrose à la bataille de Philiphaugh le 13 septembre arrive. Langdale et Lord Digby s'échappent de Chester avec environ 2 400 cavaliers, mais le 15 octobre, une armée parlementaire intercepte et disperse leurs forces à Sherburn-in-Elmet. Digby et Langdale s'enfuient en France et la première guerre civile anglaise prend fin en juin 1646. Une alliance entre les royalistes, les parlementaires modérés et les Écossais conduit à la deuxième guerre civile anglaise en 1648 ; Langdale revient d'exil pour diriger les royalistes dans le Cumberland et s'empare de la ville frontalière de Berwick-upon-Tweed pour permettre à ses alliés écossais d'envahir l'Angleterre. En août, John Lambert, commandant parlementaire dans le Nord, est renforcé par Cromwell et Fairfax qui répriment les soulèvements royalistes au Pays de Galles et dans le sud de l'Angleterre. Bien que Langdale se soit associé à l'armée écossaise du duc de Hamilton, ils sont vaincus de manière décisive à la bataille de Preston, sur une période de trois jours entre le 17 et le 19 août .

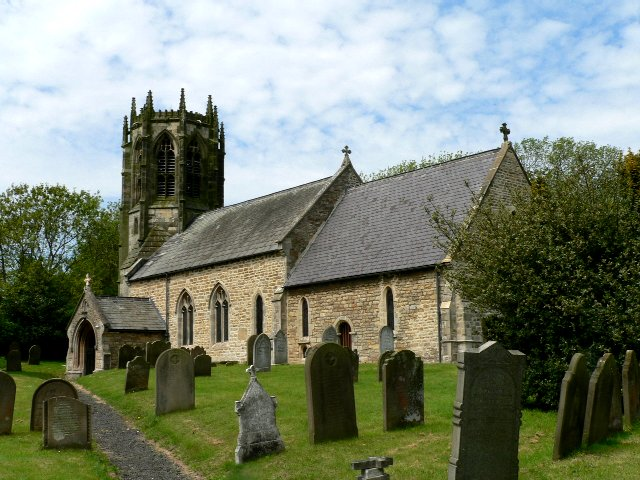
All Saints Church, Sancton, où Langdale a été enterré en 1661

Avec une grande partie de la cavalerie, Langdale et Hamilton échappent à la capture à Preston mais sont capturés peu de temps après et emprisonnés au château de Nottingham. La seconde guerre civile convainc les parlementaires, notamment Cromwell, que la paix ne peut être assurée que par la mort de royalistes éminents ; Hamilton est exécuté, tout comme Charles lui-même en janvier 1649. En tant que l'un des sept royalistes exclus nommément du pardon, Langdale évite un sort similaire en s'échappant habillé en laitière et se rend de nouveau en France.
En vertu du traité de Bréda de 1650, les Covenanters acceptèrent de restaurer Charles II sur les trônes anglais et écossais, mais insistèrent sur l'exclusion de beaucoup de ceux qui le suivirent en exil.  En conséquence, Langdale n'a pas participé à la troisième guerre civile anglaise ; il se convertit au catholicisme en 1652 et s'engage dans l'armée de la république de Venise mais est contraint de se retirer en raison d'une mauvaise santé. En 1655, la pauvreté l'amène à se réfugier dans la congrégation bénédictine anglaise à l'abbaye de Lamspringe en Westphalie.
En 1658, Charles le crée baron Langdale ; après la Restauration en 1660, il est nommé Lord-lieutenant du West Riding of Yorkshire mais affirme qu'il est trop pauvre pour assister au couronnement de Charles II. Il est mort en août 1661 à Holme et est enterré dans l'église All Saints, Sancton, où son mémorial subsiste, avec d'autres appartenant à la famille Langdale.

## Sources
- A. P. Baggs, I. M. Brown, G. C. F. Forster, I. Hall et Horrox, 'Outlying townships: Molescroft', in A History of the County of York East Riding: Volume 6, the Borough and Liberties of Beverley, Victoria County History, 1989 (ISBN 978-0197227763)
- Barratt, « A Rabble of Gentility? – The Northern Horse, 1644–45 », Helion & Co; Military History (consulté le 22 mars 2019)
- Barratt, « A Royalist Account of the Relief of Pontefract, 1st March 1645 », Society for Army Historical Research, vol. 53, no 215,‎ 1975, p. 159–169 (JSTOR 44225367)
- John Burke, A General and Heraldic Dictionary of the Peerages of England, Ireland, and Scotland, Extinct, Dormant, and in Abeyance. England, 2017, 1831 (ISBN 978-1375518789)
- Cust, « Charles I, the Privy Council, and the Forced Loan », Journal of British Studies, vol. 24, no 2,‎ 1985, p. 208–235 (DOI 10.1086/385832)
- Plant, « The Siege of Chester and Battle of Rowton Heath », BCW Project, BCW Project, 2008 (consulté le 22 mars 2019)
- Plant, « The Preston Campaign 1648 », BCW Project, BCW Project, 2008 (consulté le 18 janvier 2021)
- Trevor Royle, The Wars of the Three Kingdoms 1638–1660, Little, Brown, 2004 (ISBN 978-0-316-86125-0)
- J. J. Sheehan et T. Whellan, History and Topography of the City of York and the East Riding of Yorkshire, Volume II, John Green, Beverley, 1867
- Peter Young et Richard Holmes, The English Civil War:A Military History of the Three Civil Wars, 1642–1651, Wordsworth Editions, 2000 (ISBN 978-1-84022-222-7, lire en ligne)